# Антигон II (Хасмоней)
Антигон II (Хасмоней) (лат. Mattathias, Antigonos Mattathias — Маттатія, івр. מתתיהו אנטיגונוס השני) — останній цар династії Хасмонеїв. Царював у 40-37 роках до н. е.

## Під римським правлінням
Антигон II був другим сином Арістобула II. Його відвезли в Рим разом з іншими членами царської родини після взяття Єрусалима Помпеєм у 63 р. до н. е. Римляни підтримували Гіркана ІІ, брата Арістобула II. Пізніше Юлій Цезар призначив правителем Юдеї Антипатра II, батька Ірода, який вже фактично володів країною. Антигон противився пануванню римлян у країні та продовжував політику свого батька Арістобула збереження незалежності Юдеї. За наказом Помпея у 49 році до н. е. Арістобул II був отруєний у Римі. Брат Антигона — Олександр страчений у цьому ж році, також за наказом Помпея у Антіохії.

## Завоювання влади
Після вбивства Цезаря (44 до н. е.) Антигон кілька разів намагався відібрати Єрусалим і нарешті вступив в союз з парфянами та намагався таким чином використати стан громадянської війни у Римі. Таким чином він стає заклятим ворогом Риму. За допомогою парфян Антигон фактично усуває від влади у Єрусалимі свого дядька Гіркана та названих тетрархів Ірода та Фазеля. Парфяни офіційно проголосили Антігона II царем і первосвящеником у 40 р. до н. е., а римляни оголосили в свою чергу царем Ірода. Антигон вперше у історії карбування юдейських монет, карбує монети із релігійними символами. Своєму дядьку Гіркану II, Антигон відрізає вуха, щоб він не зміг стати первосвящеником. Фазель покінчує життя самогубством, а Ірод утікає у фортецю Масада.

## Кінець династії
Після втечі із Єрусалима до Масади, Ірод залишає там свою заручену Маріамну та поспішає за допомогою до Рима. Там він дещо несподівано отримує допомогу та признання Сенатом Риму та тріумвіром Марком Антонієм як новий цар Юдеї — Цар-союзник та друг римського народу (лат. Rex socius et amicus populi Romani). Це призначення привело до збройної боротьби проти Антигона. У 39 р. до н. е. Ірод повернувся у Юдею та зібрав своє військо і за допомогою римських військ разом із намісником Сирії та Кілікії Гаєм Сосієм у 37 р. до н. е. завоював Єрусалим. Розбивши парфян, римляни надали активну допомогу Іроду, і після взяття Єрусалиму, Антигон зазнав остаточної поразки. Він просить помилування у римлян. Проводить перед ними палкі промови. Через те римський воєначальник Соцій називає його лише Антигон — метафорично за символом самопожертви і відданості — Антігони, героїні грецьких трагедій. Однак провадить його у Антіохію.
У 37 році до н. е. він був страчений там же в Антіохії, за наказом Марка Антонія і не виключено на прохання його фаворита — Ірода І Великого.